# Belle-Église
Belle-Église je francouzská obec v departementu Oise v regionu Hauts-de-France. V roce 2011 zde žilo 592 obyvatel.

## Sousední obce
Bornel, Fresnoy-en-Thelle, Hédouville (Val-d'Oise), Chambly, Ronquerolles (Val-d'Oise)

## Vývoj počtu obyvatel
Počet obyvatel 